# Een zwoele zomeravond
Een zwoele zomeravond is een Nederlandse film uit 1982 van Frans Weisz. De film heeft als internationale titel A Hot Summer Night, naar een toneelstuk van Marja Kok.
Arjan Ederveen en Kees Prins draven in de film op als het komisch ensemble De Duo's, het was voor Prins tevens zijn debuut in een film.

## Verhaal
Het dorp bestaat 500 jaar en rond de zomerperiode wordt een groot feest gehouden in een gehuurde circustent. Er worden shows opgevoerd door bekende en onbekende artiesten, aan de ceremoniemeester om de boel in goeden banen te leiden. Toch hebben de vele artiesten privézaken aan hun hoofd en zijn er soms helemaal niet bij met hun act. De komische situaties lopen uit op een chaos.
Vooral het echtpaar Nel en Koos spannen de kroon met hun problemen, met hun act De Nelliko's lijkt de avond een voortijdig einde te kennen.

## Rolverdeling
| Acteur              | Personage                   |
| ------------------- | --------------------------- |
| Helmert Woudenberg  | Koos Jansen                 |
| Marja Kok           | Nel Jansen                  |
| Cas Enklaar         | Opa                         |
| Gerard Thoolen      | Surinaamse mevrouw Emanuels |
| Joop Admiraal       | Patrick/Cor van Kalkhoven   |
| Hans Man in 't Veld | Leo Wiegman                 |
| Olga Zuiderhoek     | Mev Wiegman                 |